# Terebratulina cumingi
Terebratulina cumingi är en armfotingsart som beskrevs av Davidson 1852. Terebratulina cumingi ingår i släktet Terebratulina och familjen Cancellothyrididae. Inga underarter finns listade i Catalogue of Life.